# Pseudamnicola chia
Pseudamnicola chia is een slakkensoort uit de familie van de Hydrobiidae. De wetenschappelijke naam van de soort is voor het eerst geldig gepubliceerd in 1889 door E. von Martens.